# De Persgroep Nederland
De Persgroep Nederland (früher PCM Uitgevers BV) ist ein niederländischer Verlagskonzern mit Sitz in Amsterdam.

## Geschichte

### Aufstieg zum Monopolisten
In den 1960er Jahren gerieten die niederländischen Zeitungen in eine Phase des Umbruchs. Die Zeitungen mit kirchlichem Hintergrund begannen diesen gänzlich abzuwerfen oder zurückzudrängen, die, die daran festhielten, erfuhren einen massiven Bedeutungsverlust und wurden zum Teil später eingestellt. Die von Anfang an konfessionell ungebundenen Tageszeitungen De Telegraaf und Algemeen Dagblad befanden sich hingegen in einem kometenhaften Aufstieg zum Massenblatt.
Bei der katholischen Tageszeitung de Volkskrant sah sich deren Herausgeber, der Nederlands Katholiek Vakverbond (NKV), auf die Dauer nicht mehr in der Lage eine Zeitung alleine herausgeben zu können. Mitte der 60er Jahre wurden Verhandlungen mit der sozialdemokratisch ausgerichteten Tageszeitung Het Parool über einen Zusammenschluss aufgenommen. Nach langwierigen Verhandlungen schlossen sich beide schließlich 1968 zum Gemeinschaftsunternehmen "Perscombinatie" zusammen, das von Het Parool zunächst im Verhältnis 60:40 dominiert wurde. In den ersten Jahren kam es zwischen den beiden Zeitungen zu einer Reihe von Konflikten, zu einem Bruch kam es jedoch nicht. 1975 trat die protestantische Trouw bei. Mit der 1994 erfolgten Umsetzung der bisherigen Minderheitsbeteiligung bei dem Buchverlag Meulenhoff, der sich seinerseits seit einiger Zeit in einer Expansionsphase befand, in eine vollständige Übernahme ging eine Änderung des Namens in PCM Uitgevers ([P]ers[c]ombinatie/[M]eulenhoff) einher. 1995 übernahmen PCM Uitgevers von Reed Elsevier für 865 Millionen Gulden Dagblad Unie, Herausgeber des Algemeen Dagblad und NRC Handelsblad. PCM Uitgevers verfügten nun über das Monopol über die überregionalen Qualitätszeitungen der Niederlande.

### Umstrukturierung des Konzerns
Zum Jahrtausendwechsel begannen, maßgeblich bedingt durch die neue Konkurrenz in Form des Internets und des seit 1999 erscheinenden niederländischen Ablegers der Gratiszeitung Metro, die Auflagen der Tageszeitungen erheblich zu sinken. Bei Het Parool waren die Auflagenverluste so dramatisch, dass sie, nachdem sie schon zuvor zu einer Amsterdamer Stadtzeitung umkonzipiert worden war, zum 1. Januar 2003 aus dem Konzern ausgegliedert wurde. Da auch der frühere Auflagenkrösus Algemeen Dagblad mit Verlusten zu kämpfen hatte, wurde 2005 ein Joint Venture mit Wegener NV eingegangen, einem im Lokalzeitungsmarkt aktiven Verlag. Mehrere Lokalzeitungen von Wegener wurden als Lokalteil in das Algemeen Dagblad eingegliedert, das im Zuge dessen seinen Namen in die Kurzform AD änderte. Die Startauflage der Fusionszeitung wurde gegenüber der des alten Algemeen Dagblad mehr als verdoppelt, fiel jedoch anschließend deutlich. Ende 2006 war eine Tendenz zur Stabilisierung der Auflage auszumachen.
Zwischenzeitlich war im Juli 2004 das Investmentunternehmen Apax mit 52,5 % (47,5 % Apax selbst, 5 % eine von Apax kontrollierte Stiftung) in den Konzern eingestiegen; dieses Engagement war jedoch von kurzer Dauer, März 2007 verkaufte es seine Anteile wieder an den früheren Mehrheitseigner Stichting Democratie en Media zurück. Im Anschluss daran kam es zu einer schweren Krise in der Führungsebene des Konzerns. Am 5. April wurde der Rücktritt des Vorstandsvorsitzenden Ton aan de Stegge aufgrund von Meinungsverschiedenheiten mit der Stichting Democratie en Media über den zukünftigen Kurs des Unternehmens bekanntgegeben, Sechs Tage später folgte die Meldung über den Rücktritt von zwei der drei Aufsichtsräte, darunter der Vorsitzende Erik van de Merwe. Bert Groenewegen übernahm Ende 2007 den Vorstandsvorsitz.
Am 8. Mai 2007 erschien mit DAG die erste Gratiszeitung des Konzerns, für die eigens ein Joint-Venture mit dem Telekommunikationsunternehmen KPN eingegangen wurde. Mit dieser vierten Gratiszeitung der Niederlande zogen PCM Uitgevers bei einer Entwicklung nach, die bereits im Juni 1999 mit der Ausweitung der schwedischen Gratiszeitung metro auf die Niederlande begonnen hatte.

### Übernahme
Am 3. März 2009 wurde bekannt gegeben, dass die belgische De Persgroep NV für den Betrag von 100 Millionen Euro 51 % der Anteile übernehmen wird.

## Wichtigste Standbeine des Konzerns

### Zeitungen
- AD (Joint-Venture mit Wegener NV)
- de Volkskrant
- NRC Handelsblad
- Trouw

### Verlage
- J.M. Meulenhoff
- Het Spectrum

## Ehemalige wichtige Konzernbestandteile

### Zeitungen
- Het Parool (zum 1. Januar 2003 ausgegliedert)

### Verlage
- Prometheus/Bert Bakker (zum 1. Juni 2007 ausgegliedert)

## Anteilsverhältnisse
Die Anteile an dem Unternehmen werden von vier Stiftungen gehalten (Stand April 2009):
- Stichting Democratie en Media – 90,3 % (Name bis zur Ausgliederung von Het Parool: Stichting Het Parool)
- Stichting de Volkskrant – 7,2 %
- Stichting ter Bevordering van de Christelijke Pers – 2,5 %
- Stichting Lux et Libertas – ein Anteil